# District de Nêdong
Le district de Nêdong (tibétain : སྣེ་གདོང་ཆུས, Wylie : sne gdong chus, THL : né dong chü ; chinois : 乃东区 ; pinyin : nǎidōng qū), autrefois Xian de Nêdong (tibétain : སྣེ་གདོང་རྫོང་།, Wylie : sne gdong rdzong, pinyin tibétain : Nêdong Zong 乃东县, nǎidōng xiàn) est un district administratif de la région autonome du Tibet en Chine. Il est placé sous la juridiction de la ville-préfecture de Shannan.

## Géographie

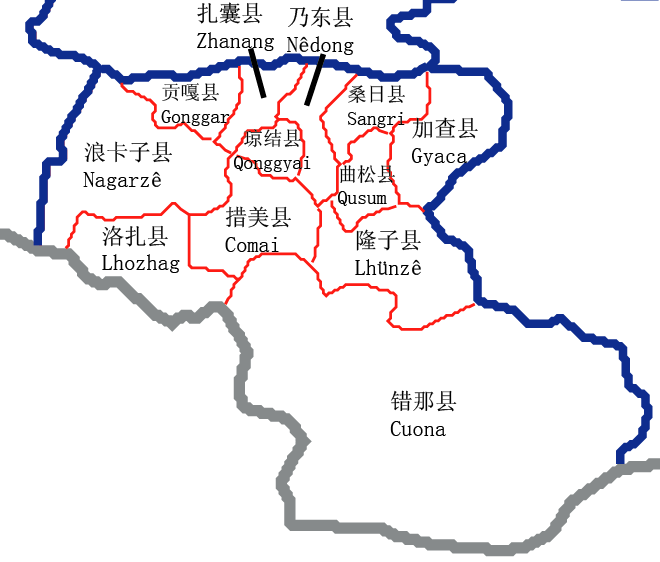
Situation de Nêdong dans la préfecture de Shannan

### Subdivisions administratives
Le district comporte deux bourgs et 5 cantons :
- Bourg de Zedang (泽当镇) (bourg-canton) ;
- Bourg de Changzhu (昌珠镇 ; tibétain : ཁྲ་འབྲུག་, Wylie : khra ’brug, THL : tra druk) ;
- Canton de Pozhang (zh) (颇章乡) ;
- Canton de Jieba (zh) (结巴乡 ; tibétain : སྐྱེར་པ་, Wylie : skyer pa, THL : kyerpa) ;
- Canton de Duopoezhang (zh) (多颇章乡) ;
- Canton de Suozhu (zh) (索珠乡) ;
- Canton de Yadui (zh) (亚堆乡).

## Démographie
La population du district était de 55 314 habitants en 1999.
Le bourg-canton de Tsetang (泽当镇), chef-lieu du district ainsi que de la ville-préfecture de Shannan, qui comptait 29 770 habitants en 2000, serait désormais la troisième ville du Tibet. En 2003, le commissaire administratif de préfecture de Shannan estimait la population de Tsetang à 58 000, incluant entre 10 000 et 18 000 Han; ces derniers viennent principalement de la province voisine du Sichuan pour migrer dans la plus nouvelle partie de la ville, alors que les Tibétains habitent de plus vieux secteurs plus fatigués.

## Patrimoine

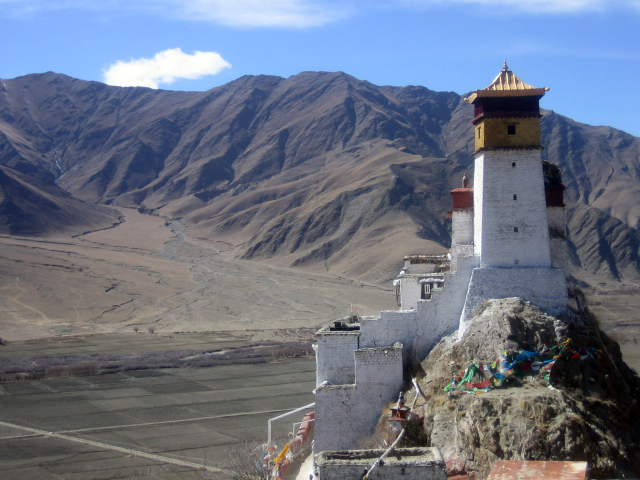
château de Yumbu Lhakhang

### Monarchique
- Le Palais Yumbulagang ou Yumbu Lakhang (tibétain : ཡུམ་བུ་བླ་སྒང། situé au sommet d'une colline à 10 km au sud du centre de Nêdong, dans le Bourg de Changzhu

### Religieux
- Monastère de Tradruk Gonpa (tibétain : གཡོན་རུ་ཁྲ་འབྲུག་གཙུག་ལག་ཁང, appelé en chinois Changzhug, Changzhu chinois : 昌珠寺)
- temple Zecuoba (泽错巴寺)